# 日本のメートル法化
日本のメートル法化（にっぽんのメートルほうか）は、1885年（明治18年）のメートル条約加盟と1891年（明治24年）の度量衡法公布により始まり、（旧）計量法により1959年（昭和34年）に完全実施された。従来の尺貫法に基づく単位も一部で慣例的に使われることがある。

## 近代日本の度量衡とメートル条約
江戸時代以前の日本では尺貫法が用いられていた。1855年、郡上藩主青山幸哉の命で編纂された『西洋度量考』の中でメートル法について解説したのが、日本における本格的なメートル法紹介の嚆矢といわれている。
1875年（明治8年）にメートル条約が締結された後、フランス政府は各国に条約加盟を勧誘した。大日本帝国も在ドイツ帝国公使を通じて条約加盟の勧誘を受けたが見送られ、同年に政府が定めた度量衡取締条例（明治8年太政官達135号）により引き続き尺貫法が用いられた。
1884年（明治17年）、新たに原器を製作するとの報に接し、これを機にメートル条約への加盟が決断された。1885年（明治18年）10月9日に加盟手続きを終え、翌1886年（明治19年）4月16日にメートル条約（明治19年4月20日勅令）として公布された。日本の原器は、抽選によりメートル原器はNo.22、キログラム原器はNo.6とされ、1889年（明治22年）に在パリ公使館の大山綱介書記官が受け取り、翌1890年（明治23年）4月に日本に到着した。

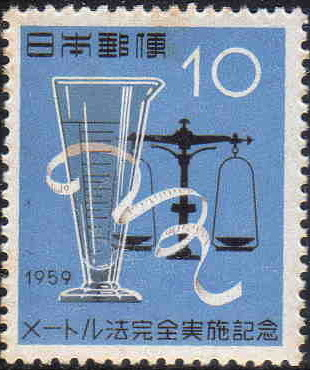
メートル法完全実施記念切手（1959年/昭和34年発行）

条約に加盟し原器も入手したものの、尺・貫が一般に広く用いられていた。そのため、翌1891年（明治24年）制定された度量衡法（明治24年法律第3号）では、尺・貫をそれぞれ原器によって定義してメートル法の計量も認めるという、間接的なメートル法採用体系となった（尺貫法という言葉はこのときにできた。）。

以後、1921年（大正10年）にメートル法を基本とする度量衡法の改正（メートル法度量衡法）がなされ、尺貫法からメートル法へ国内単位の統一を図った。
1924年（大正13年）7月1日には改正度量衡法が施行され、同年10月には生活必需品の容器や包装のメートル化が始められた。
第二次世界大戦後、1951年（昭和26年）に度量衡法は廃止され、日本国憲法の地方自治の精神を盛り込んだ計量法（昭和26年法律第207号、旧・計量法）が制定され、1959年（昭和34年）1月1日、メートル法が完全実施された（土地・建物の坪表記は猶予が認められ、メートル法に移行したのは、1966年（昭和41年）4月1日）。
なお、現行の計量法（平成4年法律第51号、新・計量法）は、1992年（平成4年）5月20日に公布され、翌1993年（平成5年）11月1日から施行された。

### 尺貫法の使用
1921年（大正10年）のメートル法導入後、学校教育や軍部、官庁などは次第にメートル法へ移行していった。しかし一般には中々浸透せず、商取引や日常生活でも尺貫法による計量が広く用いられた。

人間の身長や体重、靴の寸法を表す単位としては、戦前・戦後（完全実施前）を通じて尺貫法による表記が新聞でも一般的であった。身長は尺・寸、体重は貫・匁、靴の寸法は文・半で表記する事が多く、記載上の制約が生じる場合のみ身長は尺・寸・分、体重は貫・分、靴の寸法は文・分の分量単位を用いた。日本プロ野球の選手名鑑を例にとると、1958年よりメートル法への表記の移行が始まり、翌1959年には全ての球団がメートル法への表記変更を済ませている。
なお、尺貫法による計量表記は、明治時代や大正時代生まれの世代を中心に、メートル法完全実施後も慣用的に用いられ続けた。時代小説などの創作物においてもこうした表記はよく見られる。
メートル法完全実施後、メートル法を厳格に守らせるよう、尺貫法を使った大工などが逮捕される事態が起き、永六輔が「尺貫法復権運動」を起こして、「鯨尺を作ったから逮捕しにこい」と挑発し、世論が盛り上がった。1977年（昭和52年）以降「尺相当目盛り付き長さ計」として、「1/33 m」「1/26.4 m」という表示をした計測器を「メートル法の範囲内」とみなして合法的に販売できるようになっている。

## 度量衡・計量の記念日等
- 5月20日 - 1875年、メートル条約が締結された（世界計量記念日）。1992年、新・計量法が公布された。
- 4月16日 - 1886年、日本でメートル条約が公布された。
- 4月11日 - 1921年、メートル法を基本とする改正・度量衡法が公布された（度量衡記念日、メートル記念日）。
- 6月7日 - 1951年、旧・計量法が公布された（旧・計量記念日）。
- 11月1日 - 1993年、新・計量法が施行された（現・計量記念日）。